# Ferry de Regt
Ferry de Regt (Venlo, 29 agosto 1988) è un ex calciatore olandese, di ruolo difensore.

## Palmarès

### Club

#### Competizioni nazionali
- Eerste Divisie: 1

VVV-Venlo: 2008-2009